# Sven Carlsson Svenaeus
Isak Sven Fredrik Carlson Svenaeus, född 13 oktober 1883 i Skara domkyrkoförsamling, död 27 september 1950 i Karlstads församling var en svensk präst (domprost).

## Biografi
Svenaeus föddes i Skara som son till stationsöverinspektorn August Carlson och Sofia Charlotta Strömbom. Morfadern var kyrkoherde i Grolanda församling, som Svenaeus räknade som sin egentliga hemförsamling. Efter studier vid högre allmänna läroverket i Skara och högre latinläroverket i Göteborg avlade han mogenhetsexamen i Göteborg 1902. Efter studier i Göteborg och Uppsala blev han teol. kand. 1906 och prästvigdes samma år för Skara stift. Han blev teol. lic. 1916 och teol. dr. vid Lunds universitet 1921 på en avhandling med titeln Agadastoff i Nya Testamentets skrifter. Efter tjänster som pastorsadjunkt i Rångedala och Stora Mellby utnämndes han 1909 till komminister i Södra Vings pastorat 1909. Han blev kyrkoadjunkt i Borås 1911 och komminister där 1918. 1920 tillträdde han tjänsten som kyrkoherde i Ulricehamn och blev samtidigt 1926 kontraktsprost i Redvägs kontrakt.
1926 utnämndes Svenaeus till domprost i Linköping och tillika kyrkoherde i Sankt Lars församling. Han blev samtidigt kontraktsprost i Linköpings kontrakt. Vid biskopsvalet efter biskop Erik Aurelius död 1935 förväntade många att han skulle bli biskop i Linköping och han erhöll stor majoritet, men istället utnämndes Tor Andrae. Svenaeus ansökte då om domprosttjänsten i Karlstad och blev utnämnd.
Han var en tid verksam som präst för döva i Skara stift. Som domprost i Linköping var han en av dem som verkade för tillkomsten av Henrik Sörensens altartavla.